# Eugène Alcan
Eugène Alcan (París,1811-c. 1898) fue un intelectual, pintor, poeta y escritor francés que abrazó la religión apostólica romana. Era hermano de Alphonse Alkan, pero se desconoce el motivo por el que sus apellidos se escriben de manera diferente.
Alcan fue autor de las siguientes obras:
- La Légende des Âmes: Souvenirs de Quelques Conférences de Saint Vincent de Paul (1879)
- La Flore Printanière: Souvenirs du Berceau et de la Première Enfance (1882)
- La Flore du Calvaire: Traits Caractéristiques de Quelques Voies Douloureuses (1884)
- Les Cannibales et Leur Temps: Souvenir de la Campagne de l'Océanie sous le Commandant Marceau, Capitaine de Frégate (1887)
- Les Grands Dévouements et l'Impôt du Sang (1890)
- Récits Instructifs du Père Balthazar (1892)